# Мохика, Гуальберто
Гуальберто Мохика Ольмос (исп. Gualberto Mojica Olmos; 7 октября 1984, Санта-Крус-де-ла-Сьерра) — боливийский футболист, атакующий полузащитник, футбольный тренер. Выступал за сборную Боливии. Лучший футболист Боливии (2011/12).

## Биография

### Клубная карьера
Воспитанник академии Тауичи. В 2001 году стал победителем международного юношеского турнира «Gothia Cup», после этого ему был предложен профессиональный контракт клубом «Хорхе Вильстерманн». С 2004 года выступал за «Блуминг», где стал капитаном и в 2005 году со своим клубом победил в чемпионате Боливии.
Летом 2006 года уехал в Европу, играл сначала за клуб чемпионата Румынии «ЧФР» (Клуж), ставший бронзовым призёром сезона, а затем на правах аренды за клуб чемпионата Португалии «Пасуш де Феррейра». Однако не закрепился в европейских клубах, и не сыграв ни разу в осенней части сезона 2007/08, вернулся на родину.
В 2008 году подписал годичный контракт с «Блумингом», а год спустя, не договорившись с клубом по финансовым условиям, перешёл в «Ориенте Петролеро», затем ещё дважды переходил между этими клубами. В сезоне 2011/12 забил 20 голов в 31 матче и был признан лучшим игроком года в стране.
В начале 2013 года снова перешёл в румынский клуб, на этот раз в «Петролул» (Плоешти), стал бронзовым призёром чемпионата и обладателем Кубка Румынии. Осенью 2013 года выступал за клуб второго дивизиона Китая «Чунцин Лифань». Затем снова играл на родине за «Ориенте Петролеро», а осенью 2015 года провёл 7 матчей в составе аутсайдера чемпионата Саудовской Аравии «Хаджер». В конце карьеры выступал за «Ориенте Петролеро» и «Гуабира».
Всего в высшем дивизионе Боливии забил 113 голов.

### Карьера в сборной
В составе молодёжной сборной (до 20 лет) — участник чемпионата Южной Америки 2003 года (4 матча). Был капитаном олимпийской (до 23 лет) сборной Боливии.
В 2003—2014 годах выступал за национальную сборную Боливии, провёл 31 матч и забил 3 гола, среди них — 10 отборочных матчей чемпионата мира. Участник финального турнира Кубка Америки 2007 года (3 матча). Первый матч за сборную сыграл 19 марта 2003 года против Мексики, а первый гол забил 15 августа 2012 года в ворота Гайаны.

### Тренерская карьера
В марте 2019 года, ещё будучи игроком, исполнял обязанности главного тренера «Гуабиры». В 2023 году возглавлял «Леонес дель Торно». В 2023 году вошёл в тренерский штаб «Гуабиры» и ещё дважды назначался исполняющим обязанности главного тренера, а с 2 августа по 28 октября 2024 года был полноценным главным тренером клуба.

### Личная жизнь
Племянник — Лимберг Гутьеррес-младший (род. 1998) также футболист, игравший за сборную Боливии.